# Slovensko zdravniško društvo
Slovensko zdravniško društvo (kratica: SZD) je stanovsko društvo v Sloveniji, ki je »prostovoljno, samostojno, strokovno, stanovsko, nestrankarsko združenje zdravnikov, zobozdravnikov in študentov zadnjega letnika medicinske fakultete, ki delujejo v Republiki Sloveniji«, pri čemer se v društvo lahko včlanijo tudi »slovenski zdravniki in zobozdravniki iz zamejstva in tujine ter posamezni tuji zdravniki, ki so tesneje povezani z zdravništvom v Sloveniji«. Društvo je član Svetovnega zdravniškega združenja, Evropskega foruma zdravniških društev in Svetovne zdravstvene organizacije.
SZD je bilo ustanovljeno leta 1861 kot Bralno društvo zdravnikov na Kranjskem, s čimer je društvo eno najstarejših srednjeevropskih organiziranih nacionalnih zdravniških združenj.

## Priznanja in odlikovanja
13. oktobra 2011 je predsednik Republike Slovenije Danilo Türk društvo odlikoval z zlatim redom za zasluge Republike Slovenije »ob njegovi 150. obletnici za prispevek k razvoju medicinske stroke, za uveljavljanje visokih etičnih vrednot zdravništva ter za prispevek k razvoju društvene, stanovske in splošne kulture na Slovenskem«.

## Stališča
SZD večinsko nasprotuje pravici do prostovoljnega končanja življenja in s tem povezanim predlogom Zakona o pomoči pri prostovoljnem končanju življenja. SZD je kot del Koordinacije zdravniških organizacij izrazil odklonilno stališče do legalizacije rekreativne uporabe konoplje.